# جورج جايلز (دراج)
جورج جايلز (بالإنجليزية: George Giles) هو دراج نيوزيلندي، ولد في 21 ديسمبر 1913 في وانجانوي في نيوزيلندا، وتوفي في 14 يوليو 1973.

## وصلات خارجية
- جورج جايلز على موقع إحصائيات الدراجات الإحترافية (الإنجليزية)
- جورج جايلز على موقع أوليمبيديا (الإنجليزية)
- جورج جايلز على موقع اللجنة الأولمبية النيوزيلندية (الإنجليزية)